# PGC 1723
LEDA/PGC 1723, auch UGC 275, ist eine Balken-Spiralgalaxie vom Hubble-Typ SBb im Sternbild Fische auf der Ekliptik. Sie ist schätzungsweise 201 Millionen Lichtjahre von der Milchstraße entfernt und hat einen Durchmesser von etwa 90.000 Lichtjahren. Das Objekt gilt als Mitglied der NGC 128-Gruppe (LGG 6).
Im selben Himmelsareal befinden sich unter anderem die Galaxien IC 17, PGC 135616, PGC 1222448, PGC 1225964.